# Victor Steinbrueck
Victor Eugene Steinbrueck (Mandan, 15 de diciembre de 1911-Seattle, 14 de febrero de 1985) fue un arquitecto estadounidense, conocido principalmente por sus esfuerzos para preservar Pioneer Square y Pike Place Market en Seattle. Escribió varios libros y también fue profesor en la Universidad de Washington.

## Biografía
Steinbrueck nació a finales de 1911 en Mandan, Dakota del Norte, y se mudó a Seattle en 1913. Se graduó de la Franklin High School y en 1930 se inscribió en el Programa de Arquitectura de la Universidad de Washington, donde se graduó en 1935 con una Licenciatura en Arquitectura (B.Arch.). En ese período, también trabajó en el Cuerpo Civil de Conservación. Después de trabajar como aprendiz en varias firmas privadas en Seattle y de servir en el ejército durante la Segunda Guerra Mundial, se unió a la Facultad de Arquitectura de la Universidad de Washington en 1946. También inició su propia práctica y, durante las dos décadas siguientes, diseñó una serie de residencias regional-modernistas construidas con materiales autóctonos adecuados al clima.
El enfoque de Steinbrueck en el carácter de la arquitectura y los lugares urbanos de Seattle data de principios de la década de 1950, cuando escribió A Guide to Seattle Architecture, que se publicó para la convención nacional del Instituto Estadounidense de arquitectos celebrada en Seattle en 1953. Steinbrueck continuó publicando varios libros más para promover la conciencia del carácter único de la ciudad: Seattle Cityscape (1962; publicado para coincidir con la Feria Mundial Century 21 de Seattle), Market Sketchbook (1968) y Seattle Cityscape #2 (1973).
En la década de 1960, Steinbrueck se involucró en la preservación histórica. Junto con otros, luchó exitosamente contra los planes de los desarrolladores de borrar el distrito histórico más significativo de Seattle. Fue fundamental en la creación de los primeros dos distritos históricos de Seattle, Pioneer Square (1970) y Pike Place Market (1971). Los proyectos de Steinbrueck estuvieron guiados por un fuerte sentido de espíritu público y conciencia social: viviendas de bajo ingreso, la inclusión de servicios sociales y varios parques de la ciudad codiseñados con el arquitecto paisajista Richard Haag, incluido el que ahora lleva su nombre.
Trabajando como consultor de John Graham & Company, Steinbrueck desempeñó un papel clave en el diseño de la Aguja Espacial, inspirada en una escultura de madera en su hogar llamada «The Feminine One» de Don Lemon, que imita la forma de una bailarina femenina en movimiento y le da a la estructura de soporte de la torre su forma. Como se indica en el documental «Space Needle: A Hidden History», el hijo de Steinbrueck, Peter, cree que la atracción por la forma surgió de la relación personal de Steinbrueck con la bailarina Syvilla Fort. En 1963, Steinbrueck fue elegido miembro distinguido del Instituto Estadounidense de arquitectos.
Steinbrueck tuvo cuatro hijos de su primer matrimonio; su hijo Peter también se convirtió en arquitecto y fue miembro del Concejo Municipal de la ciudad de Seattle (1997-2007) y Comisionado del Puerto de Seattle (2018-2022). Victor Steinbrueck falleció en el Hospital Universitario de Seattle el 14 de febrero de 1985, a la edad de 73 años, durante una operación tras sufrir un ataque al corazón.

## Publicaciones
- Steinbrueck, Victor, A Guide to Seattle Architecture, 1850-1953, Reinhold Publishing Co., Nueva York, 1953.
- Steinbrueck, Victor, Seattle Cityscape, University of Washington Press, Seattle, 1962.
- Steinbrueck, Victor, Market Sketchbook, University of Washington Press, Seattle, 1968.
- Steinbrueck, Victor, Seattle Cityscape #2, University of Washington Press, Seattle y Londres, 1973.
- Steinbrueck, Victor y Nyberg, Folke, A Visual Inventory of Buildings and Urban Design Resources for Seattle, Washington, Historic Seattle Preservation and Development Authority, Seattle, 1975-77. Disponible en Historic Seattle.[10]